# Morte de Atatiana Jefferson
Atatiana Koquice Jefferson foi uma mulher afro-americana de 28 anos, morta a tiros dentro de sua casa por um policial em Fort Worth, Texas, na madrugada de 12 de outubro de 2019. A polícia chegou à sua residência após um vizinho ligar para um número não emergencial, relatando que a porta da frente de Jefferson estava aberta.
Imagens das câmeras corporais dos policiais mostraram os agentes caminhando ao redor da casa com lanternas por alguns minutos, até que um deles gritou: "Levante as mãos! Mostre-me suas mãos!", enquanto disparava sua arma através de uma janela. A polícia encontrou uma arma de fogo perto do corpo de Jefferson, que, segundo seu sobrinho de oito anos, ela estava apontando para a janela antes de ser baleada. Em 14 de outubro de 2019, o policial Aaron Dean, responsável pelo disparo, renunciou ao Departamento de Polícia de Fort Worth e foi preso sob acusação de homicídio. Em 20 de dezembro de 2019, Dean foi indiciado por homicídio. Jefferson era negra e o policial que a baleou é branco, o que levou meios de comunicação a compararem o tiroteio de Jefferson ao assassinato de Botham Jean [en] em setembro de 2018, em Dallas, nas proximidades.
Em 15 de dezembro de 2022, Dean foi considerado culpado pela acusação menor de homicídio culposo. Ele foi condenado a 11 anos, 10 meses e 12 dias de prisão, uma aparente referência do júri ao mês e dia do incidente.

## Pessoas envolvidas

### Atatiana Jefferson
Atatiana Koquice Jefferson (28 de novembro de 1990 – 12 de outubro de 2019) foi uma mulher afro-americana de 28 anos, estudante de pré-medicina da Universidade Xavier da Louisiana [en], onde se formou em 2014. Parentes afirmaram que ela trabalhava em recursos humanos. Jefferson residia na casa para cuidar de sua mãe e sobrinho, tendo se mudado para lá em maio de 2019.

### Aaron Dean
Em 14 de outubro de 2019, o chefe de polícia interino Ed Kraus identificou o policial Aaron Dean como o autor do disparo. Dean foi contratado como policial do Departamento de Polícia de Fort Worth em abril de 2018, após concluir a Academia de Polícia de Fort Worth em março do mesmo ano. Na época do tiroteio, ele estava no departamento há cerca de 18 meses. Antes do incidente, a única entrada significativa em seu arquivo pessoal na polícia de Fort Worth era sobre uma colisão de trânsito.
Em 2004, Dean recebeu uma citação do Departamento de Polícia de Arlington, em sua cidade natal, Arlington, Texas, por agressão por contato, uma contravenção de classe C, enquanto estava na Universidade do Texas em Arlington [en], por tocar o seio de uma mulher na biblioteca do campus. O incidente foi discutido durante sua entrevista de emprego gravada em vídeo com a polícia de Fort Worth. Ele se declarou não contestante e pagou uma multa. Segundo o Departamento de Polícia de Fort Worth, uma contravenção de classe C não impediria a contratação como policial.
Os registros de treinamento de Dean em seu primeiro ano no cargo apontaram preocupações dos supervisores, incluindo que ele tinha "visão de túnel" e "precisava melhorar na comunicação com o público e outros policiais". Sua avaliação de desempenho mais recente, realizada na primavera de 2019, recebeu notas altas de um supervisor.

## Morte

### Chamado de bem-estar
Foi relatado que, pouco antes das 2h30 da madrugada de 12 de outubro de 2019, a polícia recebeu um "chamado de bem-estar" do bairro de Hillside Morningside, informando que a porta da frente de uma residência estava aberta. Segundo a família de Jefferson, antes da chegada da polícia, ela estava jogando videogame em casa com seu sobrinho.

### Estrutura aberta
Durante o julgamento, foi estabelecido que, ao contrário do relatado anteriormente como um "chamado de bem-estar", os policiais foram enviados para um chamado de "estrutura aberta", geralmente relacionado a um possível roubo. A política policial para esses dois tipos de chamados é significativamente diferente.

### Imagens das câmeras corporais
As imagens das câmeras corporais, divulgadas pelo Departamento de Polícia de Fort Worth, mostram que dois policiais caminharam silenciosamente ao redor da casa. Dean entrou no quintal de Jefferson. Ao ver Jefferson na janela de sua casa, o policial gritou: "Levante as mãos! Mostre-me suas mãos!" e, em seguida, disparou um único tiro através da janela de Jefferson.
A BBC descreveu que, no vídeo, Dean disparou "em poucos segundos" após ver Jefferson. A BBC relatou que as imagens não mostram os policiais se identificando ou se Jefferson estava armada. As imagens também não revelam se Dean podia ver a arma que Jefferson segurava, pois a visão através da janela estava obstruída pelo reflexo de sua lanterna. A policial que acompanhava Dean informou às autoridades que só conseguiu ver o rosto de Jefferson pela janela.

### Relato do sobrinho
O sobrinho de oito anos de Jefferson informou às autoridades que, enquanto jogavam videogame, ouviram ruídos do lado de fora da janela. O sobrinho testemunhou que Jefferson pegou sua arma na bolsa, caminhou até a janela segurando-a ao lado do corpo enquanto olhava para fora, antes de ser baleada. O relato do sobrinho foi usado como base para o mandado de prisão. O chefe interino Kraus afirmou que "faz sentido que ela tivesse uma arma se sentisse que estava sendo ameaçada ou que havia alguém no quintal". Segundo o advogado da família Jefferson, Lee Merritt, a arma era legalmente possuída e Jefferson tinha uma licença de porte oculto. O sobrinho testemunhou que a porta da frente estava aberta porque estavam fazendo hambúrgueres, que queimaram, e as portas foram abertas para deixar a fumaça sair.

### Morte
Jefferson foi morta pelo tiro e declarada morta no local às 3h05. Os policiais afirmaram que tentaram prestar cuidados médicos de emergência a Jefferson, mas sem sucesso.

## Investigação, prisão e indiciamento
As autoridades policiais afirmaram que o policial disparou após perceber uma ameaça. O chefe de polícia de Fort Worth, Ed Kraus, declarou que Dean renunciou antes que pudesse ser demitido por violar políticas departamentais sobre uso de força, desescalada e conduta não profissional. Caso Dean não tivesse renunciado voluntariamente e fosse demitido, sua documentação de desligamento teria sido enviada à Comissão de Aplicação da Lei do Texas e indicaria que ele foi dispensado desonrosamente do departamento.
Manny Ramirez, presidente da Associação de Policiais de Fort Worth, afirmou que Dean nunca havia sido alvo de uma investigação policial. Kraus disse que Dean se recusou a cooperar com os investigadores e não permitiu que Kraus o interrogasse. Dean não forneceu uma declaração oral ou escrita aos investigadores. Ramirez disse que ele e outros policiais com conhecimento da situação estavam perplexos sobre por que Dean disparou sua arma nessa situação. Ramirez também afirmou que não havia como explicar as ações de Dean.
Com base nas imagens da câmera corporal de Dean que capturaram o tiroteio, foi emitido um mandado para sua prisão. Ele foi preso no escritório de seu advogado em 14 de outubro de 2019, acusado de homicídio. Ele recebeu uma fiança de 200 mil dólares, que pagou, sendo liberado cerca de três horas depois. Kraus afirmou que Dean não forneceu uma declaração escrita nem respondeu a perguntas.
Em 25 de outubro de 2019, a promotora do condado de Tarrant, Sharen Wilson, disse que as evidências também seriam apresentadas a um grande júri para um indiciamento formal. Dean é o único policial a enfrentar uma acusação de homicídio no condado de Tarrant por um tiroteio cometido em serviço. Ele foi indiciado por homicídio por um grande júri em 20 de dezembro de 2019 e considerado culpado de homicídio culposo em 15 de dezembro de 2022. Quatro dias depois, em 19 de dezembro de 2022, Dean foi condenado a 11 anos, 10 meses e 12 dias de prisão pela morte, sendo mantido no Centro de Correções Lon Evans em Fort Worth.

## Julgamento
Em outubro de 2020, o juiz do condado de Tarrant, David Hagerman, definiu uma data provisória de agosto de 2021 para o julgamento de Dean. Inicialmente adiado devido a um acúmulo de casos nos tribunais decorrente da pandemia de COVID-19, o julgamento foi remarcado em novembro de 2021 para começar em 10 de janeiro de 2022.
Em dezembro de 2021, o julgamento foi novamente adiado, desta vez para maio de 2022, devido à indisponibilidade de duas testemunhas de defesa em janeiro. Naquela ocasião, os advogados de defesa de Dean apresentaram um pedido de mudança de local, alegando que a cobertura da mídia local tornava impossível que seu cliente recebesse um julgamento justo e imparcial no condado de Tarrant.
Em 4 de maio de 2022, o juiz Hagerman negou o pedido de mudança de local da defesa, mas concedeu outro adiamento, desta vez devido a problemas de saúde enfrentados pelo advogado principal de Dean. A nova data do julgamento foi marcada para 23 de junho.
Em 16 de maio, os advogados de Dean apresentaram um pedido solicitando ao juiz Hagerman mais um adiamento, alegando que tinham casos de maior prioridade em maio e junho e que "não poderiam estar prontos" para 23 de junho devido ao tempo necessário para preparar sua carga de casos.
Durante uma audiência em 3 de junho, os advogados de Dean alegaram que seus próprios planos de férias pessoais deveriam ser considerados para um novo adiamento do julgamento, mas Hagerman negou o pedido e confirmou que o julgamento começaria em 23 de junho. Em 9 de junho, os advogados de Dean apresentaram um pedido para substituir o juiz Hagerman, alegando que ele havia se tornado "cada vez mais hostil, autoritário e rude" com eles. Em 13 de junho, o juiz do condado de Tarrant, George Gallagher, concordou com mais um adiamento do julgamento, pendente do resultado de uma audiência sobre o pedido de recusação da defesa. Em 28 de junho, a juíza Lee Gabriel aprovou o pedido de recusação da defesa, removendo Hagerman da presidência do julgamento. Após a recusação de Hagerman, o julgamento foi designado ao juiz Gallagher e adiado novamente.
Em 18 de agosto de 2022, uma nova data de julgamento foi marcada para 5 de dezembro, com a seleção do júri programada para começar em 28 de novembro.
Em novembro, os advogados de Dean apresentaram outro pedido de mudança de local, alegando que seu cliente não poderia receber um julgamento justo no condado de Tarrant porque a ex-prefeita de Fort Worth, Betsy Price, e o ex-chefe de polícia Ed Kraus fizeram comentários públicos sobre o assassinato de Jefferson nos dias após o tiroteio. O segundo pedido de mudança de local foi negado, e o julgamento começou em 5 de dezembro de 2022.
Em 15 de dezembro de 2022, Dean foi considerado não culpado de homicídio, mas culpado pela acusação menor de homicídio culposo. Em 20 de dezembro, ele foi condenado a 11 anos, 10 meses e 12 dias de prisão.
Dean está atualmente preso na Unidade Ramsey em Rosharon, Texas.

## Reações
A prefeita de Fort Worth, Betsy Price, classificou o evento como "trágico" e prometeu uma "investigação completa e rigorosa" conduzida pelo chefe de polícia Ed Kraus. A CBS News informou que a investigação seria então encaminhada à Equipe de Incidentes de Aplicação da Lei para o Ministério Público do Condado de Tarrant.
A Associação Nacional para o Progresso das Pessoas de Cor considerou a morte de Jefferson inaceitável. O vizinho que fez o chamado de bem-estar relatou aos repórteres que nunca teve a intenção de provocar uma resposta agressiva das forças policiais. Ele afirmou: "Sem violência doméstica, sem discussões. Nada que eles deveriam ter se preocupado, a ponto de virem com armas apontadas para a casa do meu vizinho. Não havia motivo para um disparo, pelo que sei."
O funeral de Jefferson foi pago por dois atletas profissionais, o ex-jogador do Dallas Mavericks, Harrison Barnes, e o jogador do Philadelphia Eagles, Malik Jackson [en]. Uma campanha no GoFundMe também foi criada pelo advogado da família em nome dos familiares.
O caso foi citado como uma causa de perda de confiança nas forças policiais. Durante uma coletiva de imprensa nos dias seguintes ao tiroteio, Kraus se emocionou ao comparar a erosão da confiança pública a formigas construindo um formigueiro, quando "alguém vem com uma mangueira e lava tudo, e elas têm que começar do zero."